# アントニオ・カルルッチョ
アントニオ・カルルッチョ、OBE OMRI (イタリア語: Antonio Carluccio、イタリア語発音: [anˈtɔːnjo karˈluttʃo]、1937年4月19日‐2017年11月8日）は、イタリアに生まれ、ロンドンを中心に活動した料理人、レストラン経営者、料理研究家である。料理人として50年以上の活動経歴を持ち、イギリスで「イタリア美食の父」と呼ばれた。イタリア料理チェーンであるカルルッチョズの創業者で、イギリスでイタリア料理を普及させるのに大きな功績があったと言われている。テレビ出演でも非常に知られており、イタリア料理専門の料理人で友人のジェンナーロ・コンタルドと共に、イギリスのテレビ番組である BBC TwoのTwo Greedy Italiansシリーズに出演したことなどがある。多数の料理本を執筆しており、ジェイミー・オリヴァーの料理の師のひとりである。

## 生い立ち
アントニオの父ジョヴァンニはイタリアのベネヴェントで製本業をしていた家庭に生まれ、後に鉄道の駅長を務めた。ジョヴァンニとその妻マリア（旧姓はトリベロン）との間にできた6人の子のうち、アントニオは5番目の子として、イタリアのカンパニア州サレルノ県ヴィエトリ・スル・マーレに生まれた。
幼い頃、父ジョヴァンニの仕事の都合で引っ越し、カステルヌオーヴォ・ベルボ次いでボルゴフランコ・ディヴレーアで暮らした。豊かな自然に囲まれたイタリアの北西部で暮らし、幼いアントニオは父ジョヴァンニと共に、多様な種類のキノコなどを採取していた。学校を卒業した後は兵役義務のためイタリア海軍の下で1年間を過ごした。兵役任務を完了した後、トリノで『ラ・スタンパ』誌の新聞記者として短期間働き、そして技術者兼セールスマンとしてタイプライターの製造・販売会社オリベッティで働いた。その後、一時期ドイツやウィーンに住んだ後、ロンドンに引っ越してワイン取引の仕事に携わった。

## 経歴
1981年にテレンス・コンラン（アントニオの義理の兄弟）が経営するニール・ストリート・レストランの責任者を務め、1989年には店の経営者となった。この店は高い評価を受け、エルトン・ジョンやウェールズ公チャールズ（のちのチャールズ3世）も訪れた。このレストランでカルルッチョの指導の下、イギリスの著名な料理人ジェイミー・オリヴァーはプロの料理人としての仕事を始めた。ニール・ストリート・レストランでは野生のキノコを用いた料理が売りであった。

## カルルッチョズ
1991年にニール・ストリートのレストランのそばに食品店を開店した。1999年には自らの名を関したカルルッチョズ・カフェをロンドンのオックスフォード・ストリートそばに開店した。その後、カルルッチョズはイギリス国内に100件以上の店をかまえるイタリアンレストランチェーンに成長した。
2007年、アントニオの会社が支払う人件費がイギリスの最低賃金よりも少なく、従業員は客のチップによって報酬を補うものだと会社は認識していたことが報道された。
2010年、アントニオの会社は、ドバイを本拠地とする企業Landmark Groupから9億ポンドに相当する金額でカルルッチオズ買収の提示を受けた。取引は株主によって認可され、2010年10月に取引が完了した。
2018年3月、コストの増加や同業者間の競争が激しさを増したことなどから、カルルッチオズはどのような選択肢があるかに関する財政的なアドバイスを求めて、会計事務所KPMGを迎え入れた。
2020年3月30日、カルルッチオズは破産申請をし、2000の雇用を危険に晒した。5月22日には食品会社Boparan Restaurant Groupからカルルッチオズを買収し、71あった店のうち30店が引き継がれ、残りは閉店することが公表された。

## 私生活
3度結婚を経験し、いずれも離婚に終わった。プリシラ・コンラン（テレンス・コンランの妹）が3番目の妻となった。
2008年7月11日にBBC Radio 4のDesert Island Discsコーナーで、「漂流者」の役回りでカースティ・ヤングのインタビューを受けた。放送の中で、無人島に持っていく音楽、愛読書、贅沢品について、音楽はカミーユ・サン＝サーンスの「動物の謝肉祭」のフィナーレ、愛読書はフィリップ・プルマンの『ライラの冒険』3部作、贅沢品なら白トリュフだと答えている。
兄の死や結婚に失敗したことなどから何年もの間うつ病に苦しんだ。2008年にアントニオはハサミを使って自殺を試みるがマネージャーに引き留められ断念した。その出来事が起こった当時、メディアはアントニオはパン用のナイフで思いがけず自分を傷つけそうになったと報道した。アントニオは自身の自殺未遂について後に「解放されたようだった」「あの瞬間から、心が変わった」と話している。またその後、精神科クリニックであるプライオリに入所し、そのことについて「人生についてもう一度よく考えるきっかけを与えてくれた。本当に感謝している」と述べている。
自宅で倒れ、合併症が原因で2017年11月8日に80歳で亡くなった。

## 受賞
1998年、アントニオはイタリアの食品産業に貢献したとして、イギリスの騎士勲章に相当するイタリア共和国功労勲章をイタリア政府から受賞した。 
2007年、大英帝国勲章オフィサーの肩書を与えられた。
2012年、「特別功労賞」を受賞した。

## 著書
- An Invitation to Italian Cooking (1986)
- A Passion for Mushrooms (1988)
- A Taste of Italy (1989)
- Passion for Pasta (1993)
- Italian Feast (1996)
- Antonio Carluccio's Music and Menus from Italy: Great Italian Arias, Classic Italian Recipes (1996)
- Carluccio's Complete Italian Food (1997)
- Southern Italian Feast (1998)
- The Complete Mushroom Book (2001)
- Antonio Carluccio Goes Wild: 120 Fresh Recipes for Wild Food from Land and Sea (2001)
- Italia (2005)
- Carluccio's Complete A-Z of Italian Food (2007)
- Antonio Carluccio's Simple Cooking (2009)
- My Kitchen Table - Antonio Carluccio: 100 Pasta Recipes (2011)
- Two Greedy Italians (2011) with Gennaro Contaldo
- Two Greedy Italians Eat Italy (2012) with Gennaro Contaldo
- Recipe for Life (2012)
- Antonio Carluccio: The Collection (2012)
- Antonio Carluccio's Pasta (2014)
- Antonio Carluccio Vegetables (2016)

## DVD
- Antonio Carluccio's Southern Italian Feast (1998)
- Antonio Carluccio's Italian Feast (2001)